# Jurij Valerjevics Nyikiforov
Jurij Valerjevics Nyikiforov (Odessa, 1970. szeptember 16. –) orosz válogatott labdarúgó.
Az orosz válogatott tagjaként részt vett az 1994-es világbajnokságon és a 2002-es világbajnokságon.

## Statisztika
| Szovjet válogatott | Szovjet válogatott | Szovjet válogatott |
| Időszak            | Mérk.              | gól                |
| ------------------ | ------------------ | ------------------ |
| 1992               | 4                  | 0                  |
| Összesen           | 4                  | 0                  |
| Ukrán válogatott   |                    |                    |
| Időszak            | Mérk.              | gól                |
| 1992               | 3                  | 0                  |
| Összesen           | 3                  | 0                  |
| Orosz válogatott   |                    |                    |
| Időszak            | Mérk.              | gól                |
| 1993               | 2                  | 0                  |
| 1994               | 9                  | 2                  |
| 1995               | 8                  | 1                  |
| 1996               | 13                 | 3                  |
| 1997               | 4                  | 0                  |
| 1998               | 4                  | 0                  |
| 1999               | 0                  | 0                  |
| 2000               | 0                  | 0                  |
| 2001               | 7                  | 0                  |
| 2002               | 8                  | 0                  |
| Összesen           | 55                 | 6                  |